# جزيرة تشانغ
'جزيرة تشانغ (بالتايلاندية:เกาะช้าง) و(بالإنكليزية:Ko Chang) جزيرة تشانغ الواقعة في محافظة ترات وتعتبر ثالث أكبر جزيرة في تايلاند وتقع بالقرب من الحدود مع كمبوديا في خليج تايلاند.

## التسمية
كوه تشانغ : تعني حرفيا جزيرة الفيلة وتنطق باللغة التايلاندية كوه تشانغ وتعني كلمة كوه تعني باللغة التايلاندية جزيرة وتشانغ تعني فيل .

## الجغرافيا
جزيرة تشانغ تعتبر جزيرة جبيلة وأعلى قمة فيها 744 متر وتتميز الجزيرة بالشعاب المرجانية والغابات الممطرة والشلالات .